# Radiowo-Telewizyjny Ośrodek Nadawczy
Radiowo-Telewizyjny Ośrodek Nadawczy – stacja nadawcza fal radiowych i telewizyjnych o mocy nie przekraczającej 2 kW. Nazwy tej używa się najczęściej w skrócie RTON, dodając nazwę najbliższej miejscowości np. RTON Żórawina.
Obiekty nadawcze klasy RTON z reguły cechują się zasięgiem lokalnym, obejmującym dane miasto i najbliższe okolice w promieniu do ok. 20-30 km, np. RTON Baranówka. Jest jednak spora część Radiowo-Telewizyjnych Ośrodków Nadawczych (położonych głównie na terenach górzystych), których zasięgi są znacznie większe, jak w przypadkach RTON Gubałówka, RTON Skrzyczne czy RTON Góra Jawor. Moce emisji (ERP) programów radiowych z tych obiektów sięgają 30 kW, zaś telewizyjnych - aż do 100 kW, a zasięgi w niektórych kierunkach przekraczają 50 km, a nawet 80 km.
Radiowo-Telewizyjnym Ośrodkiem Nadawczym o największej mocy wykonawczej (ERP) jest RTON Nowa Karczma, gdzie ERP czterech stacji radiowych sięga aż 60 kW, podczas gdy maksymalna przydzielana w Polsce moc dla emisji radiowej UKF-FM wynosi 120 kW i dostępna jest tylko w obiektach typu RTCN.